# Zatoka Chatańska
Zatoka Chatańska (ros. Хатангский залив, Chatangskij zaliw) – estuarium rzeki Chatanga na południowo-zachodnim wybrzeżu Morza Łaptiewów, ma długość 220 km i 54 km szerokości, maksymalna głębokość 29 metrów. U wyjścia z zatoki na pełne morze leży Wyspa Biegiczewa.